# وادی تلیلات
وادی تلیلات (به عربی: وادي تليلات) یک شهرداری در الجزایر است که در ناحیه وادی تلیلات واقع شده‌است.
 وادی تلیلات  ۱۳٬۲۸۹ نفر جمعیت دارد.